# Otto Gefers
Otto Gefers (* 3. Mai 1908 in Dolgow; † 6. Dezember 1965 in Isernhagen) war ein deutscher Maler Grafiker und Amateur-Dokumentarfilmer.

## Leben
Nach dem Zweiten Weltkrieg bewohnte Otto Gefers Ende der 1940er Jahre ein Haus in Isernhagen, mitten im Wald am Stadtrand von Hannover in der seinerzeitigen Künstlerkolonie In der Großen Heide, einem Waldstück zwischen der Autobahn A 2 und der Wietze. Gegen Ende der Britischen Militärregierung war Gefers gemeinsam mit dem Bildhauer Hermann Scheuernstuhl einer der Juroren des Kunstvereins Hannover, als er am 12. Dezember 1948 unter dem Briefkopf von Gertrud Gefers-Handweberei  einen Brief an seinen Jury-Kollegen verfasste, der später in den Teilnachlass von Scheuernstuhl im Georg Kolbe Museum Berlin gelangte.
Gefers stand in regen Kontakt mit dem Maler Carl Buchheister, mit dem er mitunter täglich abends eine Stunde lang in Kunstangelegenheiten telefonierte.
Otto Gefers war von 1952 bis 1965 Vorsitzender des Bundes Bildender Künstler Nordwestdeutschland. In dieser Zeit beschickte er 1953 als einer der Künstler Westdeutschlands die von der Staatlichen Kommission für Kunstangelegenheiten der DDR im Albertinum in Dresden veranstaltete Dritte Deutsche Kunstausstellung tatsächlich die dritte Kunstausstellung der DDR. Doch auch Gertrud Gefers machte in jenen Jahren von sich reden, gewann 1958 beispielsweise den Niedersächsischen Staatspreis für das gestaltende Handwerk. 1961 stellte die Handwebmeisterin, seinerzeit wohnhaft im hannoverschen Stadtteil Isernhagen-Süd unter der Adresse In der großen Heide 26, zum Beispiel einen Gobelin mit einer Teilansicht des Neuen Rathauses von Hannover aus.

## Tagesangriff Hannover 1943
Wenige Tage nach den Luftangriffe auf Hannover vom 26. Juli 1943 hatte Otto Gefers heimlich und verbotenerweise mit einer 8-Millimeter-Filmkamera Bilder an verschiedenen Stellen der zerstörten Innenstadt Hannover aufgenommen. Das insgesamt rund 3 Minuten lange Filmmaterial in einer Schachtel mit der Aufschrift „Tagesangriff Hannover 1943“ wurde posthum im Jahr 2018 durch eine Bekannte der Familie im Historischen Museum Hannover abgegeben, die die kostenlose Vorführung des Filmdokuments im Foyer des Hauses für den Zeitraum vom 26. bis 29. Juli des Jahres über die Tagespresse ankündigen ließ.

## Bekannte Werke (Auswahl)
- Tagesangriff Hannover 1943, Filmdokument (circa 3 Minuten) aus der Zeit der Luftangriffe auf Hannover nach dem 26. Juli 1943, im Besitz des Historischen Museums Hannover[3]
- 1964: Großes Wandbild mit einem Schnitt durch Afrika von Ost nach West, ehemaliges Raubtierhaus im Zoologischer Garten, Hannover[10]

## Archivalien
Archivalien von und über Otto Gefers finden sich beispielsweise
- als maschinengeschriebener Brief unter Briefkopf Gertrud Gefers-Handweberei  vom 12. Dezember 1948 im Teilnachlass von Hermann Scheuernstuhls Korrespondenzen im Georg Kolbe Museum, Berlin, Archiv-Signatur HS.1; 1; 1; 1[4]